# 발키리

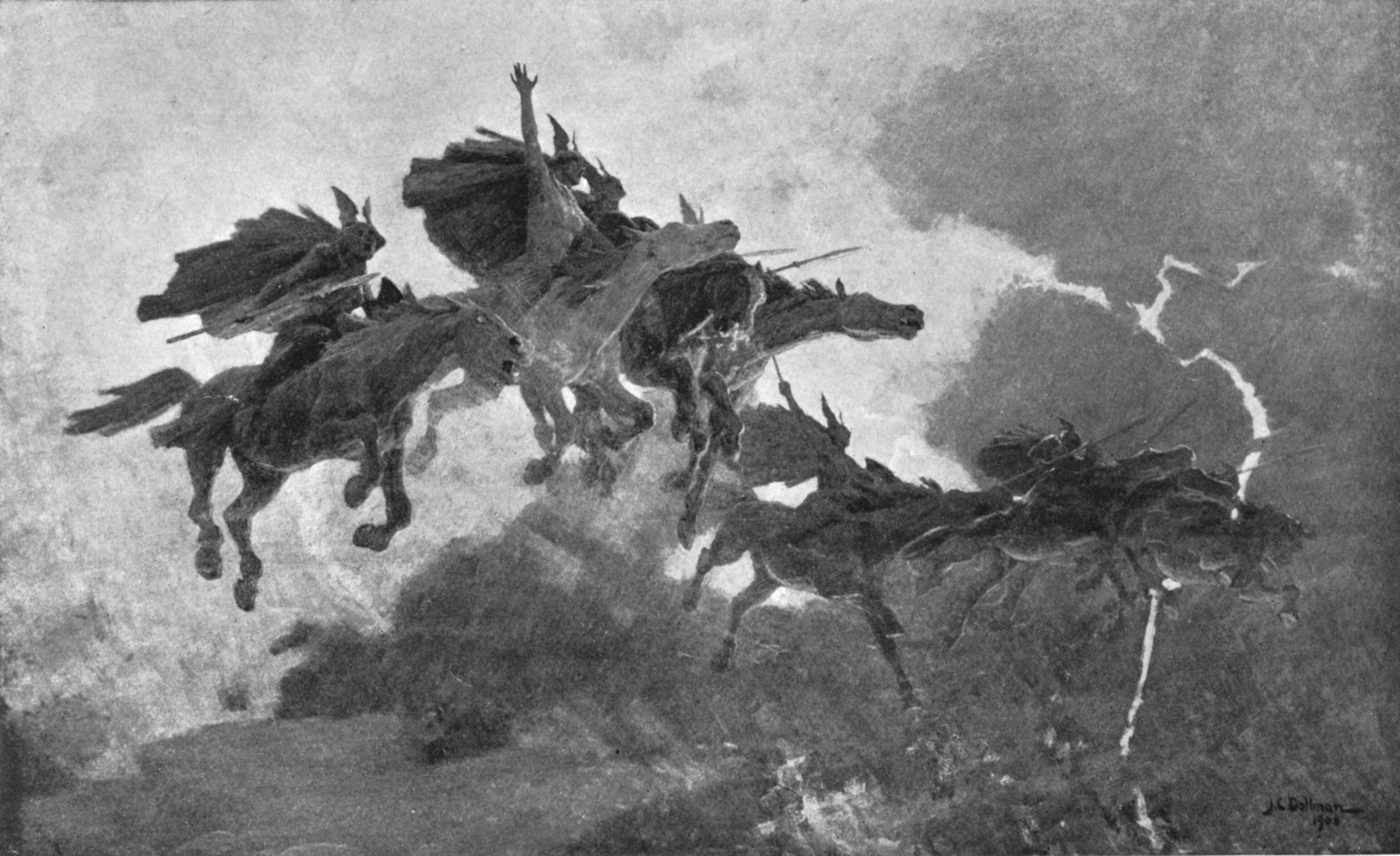
천마를 타고 하늘을 달리는 발키류르. 존 찰스 돌먼 그림.

발키리(고대 노르드어: valkyrja, 독일어: Walküre 발퀴레[valkyːrә][*], 영어: valkyrie 밸키어리[vælkɪəri][*])는 북유럽 신화에 등장하는 반신반인의 여전사들이다. 복수형은 발키류르(고대 노르드어: valkyrjur)다. 노르드어 “발키리아”는 “살해당할 자를 선택하는 자”라는 뜻으로, 이들은 전쟁터에서 죽을 이와 살아남을 이를 결정하는 존재들이다. 죽음을 선택받은 이들 중 절반은 여신 프레이야의 폴크방으로 가고, 나머지 절반은 발키류르의 인도에 따라 오딘의 발홀로 간다. 발홀로 간 죽은 전사들은 에인헤랴르가 된다. 에인헤랴르들은 라그나로크를 대비하여 전쟁을 연습하는데, 그들이 도중에 쉴 때면 발키류르가 그들에게 봉밀주를 대접한다. 발키류르는 신화의 영웅들을 비롯한 여러 필멸자들과 사랑에 빠지기도 하며, 일부 발키류르는 인간 왕실의 딸이라고 하는 경우도 있다. 대개 도래까마귀를 동반해서 다닌다고 하며, 고니나 말과도 관계가 있다.
발키류르가 언급되는 1차 출전들은 13세기에 그 이전부터 전해지던 시가들을 모은 《고 에다》와, 13세기 사람 스노리 스투를루손이 쓴 《신 에다》 및 《헤임스크링글라》, 《냘의 사가》, 여러 아이슬란드 사가들이 있다. 스칼드 시가 및 각종 마법 주문, 룬 명문들에도 널리 등장한다.
"발키리아"와 어원을 공유하는 고대 영어 낱말은 "웰키르게"(wælcyrge), "웰키리에(wælcyrie)이며, 여러 고대 영어 필사본들에서 그 표현이 확인된다. 이것이 잉글랜드가 노르드의 영향을 받아서 그렇게 된 것인지 아니면 앵글로색슨과 노르드의 공통 조상인 고대 게르만에서부터 전해지는 전통에 의한 것인지에 관한 학술적 탐구가 이루어지고 있다. 또 발키류르와 노르니르, 디시르, 볼바, 스캴드메르 등과의 관계도 연구 주젯거리이다. 스칸디나비아 곳곳에서는 발키류르를 묘사한 것으로 생각되는 부적들이 출토되고 있다. 현대에 들어서 발키리아는 각종 미술, 음악, 게임 및 문학의 소재가 되고 있다.

## 어원
노르드어 낱말 ‘발키리아(valkyrja)’, 복수형 ‘발키류르(valkyrjur)’는 명사 ‘발르(valr)’와 동사 ‘쿄사(kjósa)’의 합성어이다. ‘발르’란 전쟁터에서 죽은 사람을 가리키는 말이고 ‘쿄사’는 ‘선택하다’라는 뜻이다. 합하면 “전쟁터에서 죽은 사람을 선택하는 자”가 된다. 이에 대응하는 고대 영어 표현은 ‘웰키르게(wælcyrge)’다. 그 외에 발키류르를 가리키는 표현으로는 〈오드룬의 비가〉에 나오는 ‘오스크메위(óskmey→소원의 처녀)’, 〈이름의 암송〉에 나오는 ‘오딘스메야르(Óðins meyjar→오딘의 처녀)’가 있다. ‘오스크메위’는 오딘의 다른 이름 중 하나인 ‘오스키(Óski→소원을 이루어 주는 자’와 유관할 것으로 생각된다. 여기서 소원을 들어준다 함은 죽은 전사들을 발홀에 들이는 것을 말함이다.

## 노르드어 문헌의 출전

### 고 에다
《고 에다》 중 발키류르가 언급되는 부분은 다음과 같다. 〈무녀의 예언〉, 〈그림니르가 말하기를〉, 〈볼룬드의 서사시〉, 〈효르바르드의 아들 헬기의 서사시〉, 〈훈딩을 죽인 자 헬기의 첫 번째 서사시〉, 〈훈딩을 죽인 자 헬기의 두 번째 서사시〉, 〈시그드리파가 말하기를〉.

#### 무녀의 예언

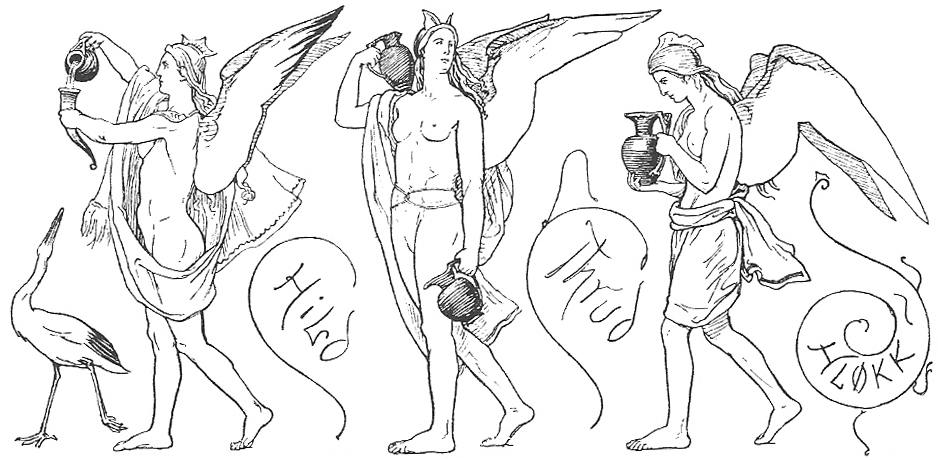
발키류르 힐드(Hildr), 스루드(Þrúðr), 흘로크(Hlǫkk)가 발홀에서 맥주를 나르고 있다. 로렌츠 프뢸리히의 1895년 그림.

〈무녀의 예언〉 제30절에서 볼바가 오딘에게 발키류르가 멀리서 오는 것을 “(예언으로) 보았으며,” 그들은 “신들의 땅”으로 말달려 가는 중이라고 말한다. 그리고 볼바는 사람 이름 여섯 개를 나열하는데, 곧 “방패를 든” 스쿨드(Skuld→미래), 스코굴(Skǫgul→휘젓는 자; shaker), 군느(Gunnr→전쟁), 힐드(Hildr→전투), 곤둘(Gǫndul→지팡이를 휘두르는 자), 게이르스코굴(Geirskǫgul→창을 휘젓는 자)이다. 그 뒤 볼바는 오딘에게 자신이 방금 “말을 탈 준비가 된, 땅의 위[over; 하늘]를 달리는, 전쟁의 군주의 아가씨들, 발키류르”의 이름을 열거했다고 말한다.

#### 그림니르가 말하기를
〈그림니르가 말하기를〉에서 오딘이 고문당하면서 어린 아그나르에게 발키리아 흐리스트(Hrist→휘젓는 자)와 미스트(Mist→구름)가 자신에게 “[술을 마시기 위한] 뿔을 주었으면” 좋겠다고 말한다. 그리고 에인헤랴르에게 맥주 시중을 드는 발키류르 11명의 이름을 더 열거하는데, 그 목록은 다음과 같다. 스켁굘드(Skeggjöld→도끼-나이), 스코굴, 힐드, 스루드(Þrúðr→힘), 흘록크(Hlǫkk→소음), 헤르표투르(Herfjǫtur→구속하는 자), 골(Gǫll→소란), 게이라호드(Geirahǫð→창싸움), 란드그리드(Randgríð→방패-휴전), 라드그리드(Ráðgríð→평의회-휴전), 레기늘레이프(Reginleif→힘-휴전).

#### 볼룬드의 서사시

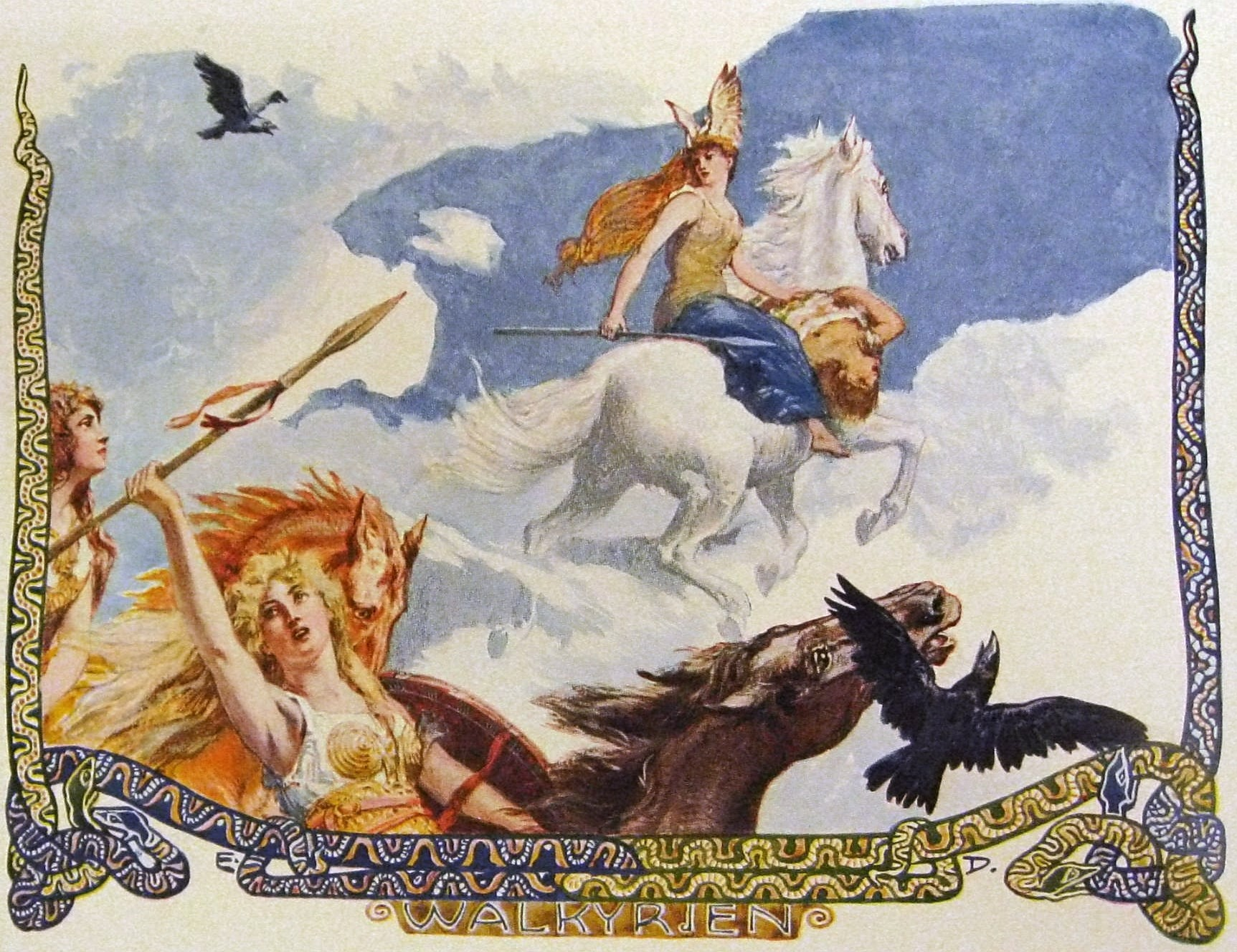
에밀 되플러가 1905년경 그린 "발키리엔(Walkyrien)"

〈볼룬드의 서사시〉의 서사시가 시작하기 전에 나오는 산문 머릿말의 내용은 다음과 같다. 슬라그피드, 에길, 볼룬드 3형제는 울프달리르(Úlfdalir→늑대 계곡)이란 곳에 위치한 한 집에 살았다. 어느 날 이른 아침, 삼형제는 울프샤르(Úlfsjár→늑대 호수) 호숫가에서 여자 세 명이 아마포를 잣는 것을 발견했다. 여자들의 “곁에는 백조의 옷이 놓여 있었다. 그들은 발키류르였다.” 세 발키류르 중 두 명은 흘로드베르 왕의 딸으로 이름이 흘라드구드 스반흐비트(svanhvít→백조의 흰색)와 헤르보르 알비트(alvitr→‘모든 지혜’ 또는 ‘이상한 피조물’))였다. 나머지 한 발키리아는 발란드의 캬르 왕의 딸로 이름은 올르룬(Ǫlrún→맥주의 룬)이었다. 삼형제는 세 발키류르를 데리고 집으로 돌아갔다. 에길은 올르룬과, 슬라그피드는 흘라드구드와, 볼룬드는 헤르보르와 맺어졌다. 그들은 겨울이 일곱 번 지나갈 동안 같이 살았고, 그 뒤 여자들은 전쟁에 참여하기 위해 날아가 버렸고 다시 돌아오지 않았다. 에길이 올르룬을 찾기 위해 설피를 신고 길을 떠났고, 슬라그피드도 흘라드구드를 찾아나섰다. 볼룬드는 울프샤르의 집을 지키고 있었는데, 두 형제는 영영 돌아오지 않았다.

#### 효르바르드의 아들 헬기의 서사시

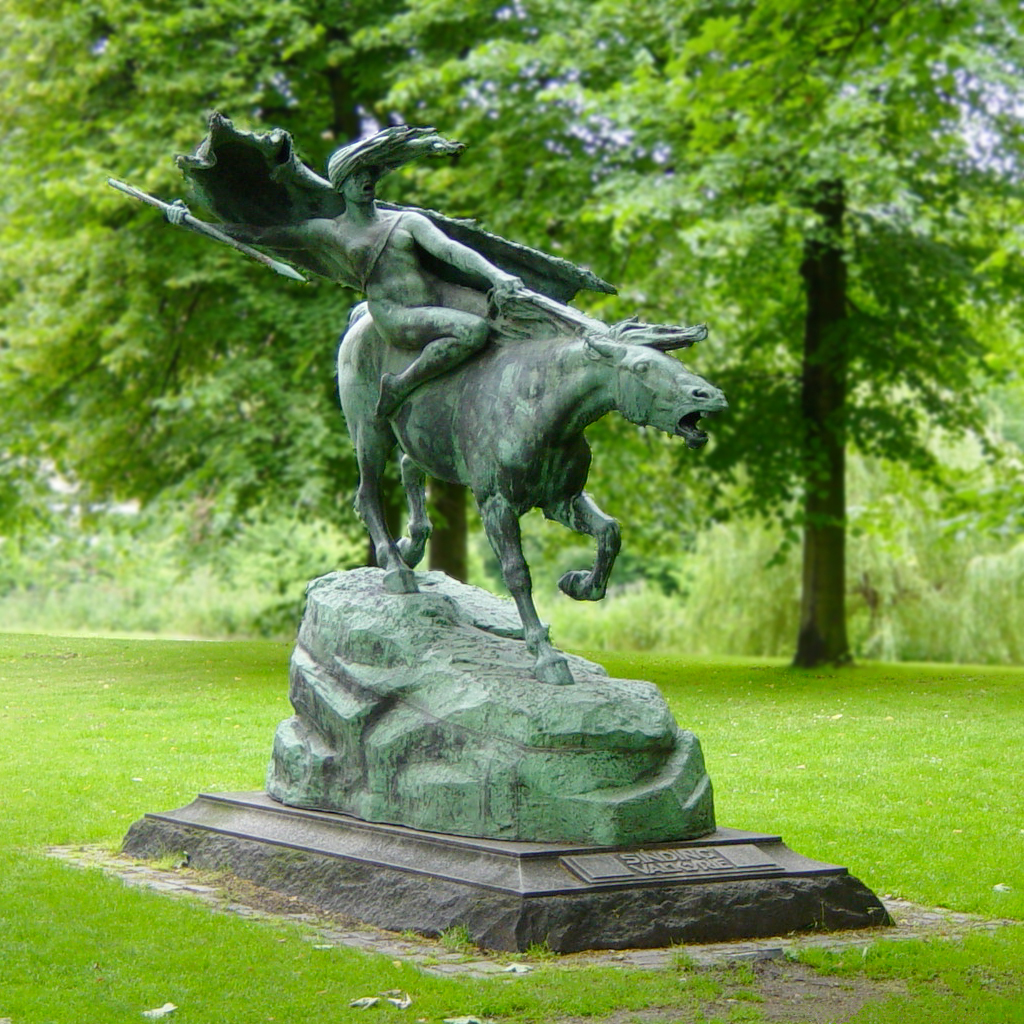
덴마크 코펜하겐의 처칠 공원에 있는 발키리아 동상. 1908년 스테판 신딩 작품.

〈효르바르드의 아들 헬기의 서사시〉의 도입부 산문 머릿말에서, 노르웨이 왕 효르바르드와 스바팔란드의 시그를린의 사이에 태어난 아들인 한 이름 모를 남자가 봉분 위에 앉아 있다가 9명의 발키류르가 하늘을 가로질러 달리는 것을 목격한다. 남자는 그 중에서 특히 빼어나게 아름다운 발키리아 한 명을 발견한다. 그 발키리아는 에윌리미 왕의 딸 스바바로, “그를 자주 전투에서 지켜주었다.” 스바바가 그 이름 모를 남자에게 말을 걸고, 그에게 ‘헬기(Helgi→성스러운 자)’라는 이름을 붙여준다.) 이름을 부여받자 그전까지 말이 없던 헬기가 입을 연다. 그는 스바바를 “밝은 얼굴을 가진 아가씨”라고 부르고, 그녀가 자신에게 붙여준 이름에 의해 자신이 받을 수 있는 것은 우엇이냐고 묻는다. 그리고 만약 그녀를 가질 수 없다면 이름으로 인해 받게 될 것도 받지 않겠다고 한다. 스바바는 헬기에게 시가르스홀름에 도검이 쌓여 있는데 그 중에서 특히 중요한 검이 한 자루가 있다며 자세히 설명한다.
좀더 뒷부분에서, 아틀리 이둔드손이 여자 요툰 흐림게르드와 말다툼을 벌인다. 흐림게르드는 아틀리에게 헬기의 주위에 27명의 발키류르가 보인다면서, 그 중에 특히 아름다운 발키리아가 그들을 이끌고 있다고 말하는데, 그 내용은 다음과 같다.

셋에 아홉을 곱한 여자들, 그 중에서 하나가 앞서 달리는데,
투구 아래 그녀의 흰 살결이 보이네
말들은 갈기를 떨며 전율하고
깊은 계곡에는 이슬이 떨어지고,
큰키나무 숲 속에서 인사하더라,
거기서 행운이 남자에게 가노니,
내가 본 모든 것들은 내게는 혐오스러워라.

흐림게르드가 햇빛을 받고 돌이 되어 버리자, 산문 서술이 끼어들어 이제 왕이 된 헬기가 스바바의 아버지 에윌리미 왕에게 가서 따님을 제게 주십사 청혼했다고 설명한다. 헬기와 스바바는 약혼하여 서로를 극진히 사랑했다. 스바바는 아버지 곁에 남아 있고, 헬기는 전쟁을 하러 나가는데, 이때 서술자는 스바바가 “과거 한때 발키리아였다"고 덧붙인다. 그 뒤 서사시가 계속되고, 이런저런 사건을 거친다. 그리고 결말에 헬기는 전투에서 심한 부상을 입는다. 서술자는 헬기와 그의 발키리아 아내 스바바가 “환생했다고 한다”며 작품을 끝맺는다.

#### 훈딩을 죽인 자 헬기의 첫 번째 서사시

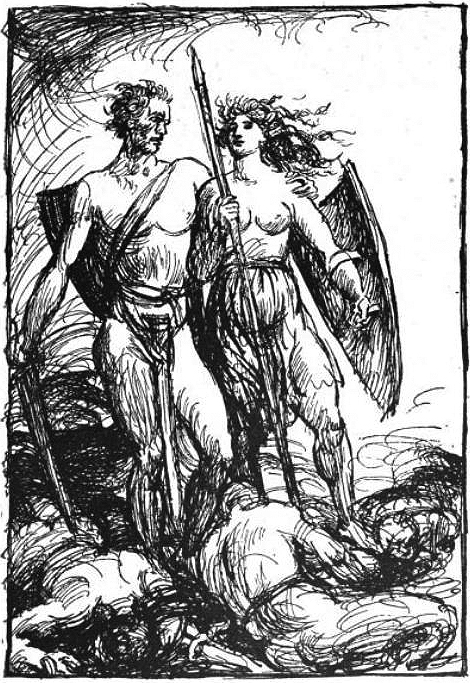
헬기와 시그룬. 1919년 로버트 엥겔스 그림.

〈훈딩을 죽인 자 헬기의 첫 번째 서사시〉에서 영웅 헬기 훈딩스베인이 시체가 널려 있는 로가푤(Logafjǫll; "푤"이란 습원으로 덮인 황량한 구릉 지형)의 전쟁터에 앉아 있는데, 푤 위로 빛이 한 줄기 비치더니, 거기서 벼락같은 전광이 뻗쳐나왔다. 그리고 투구를 쓴 발키류르가 하늘을 날며 나타났다. 허리까지 내려오는 그들의 쇄자갑은 피로 물들어 있었고, 창날이 밝게 번득였다.

그러더니 로가푤에 빛이 비치어,
그 빛 속에서 벼락같은 전광이 뻗어나왔다.
투구를 쓴 발키류르가 나타나매,
그들의 사슬갑옷은 피로 흠뻑 젖었고,
그들의 창날은 빛줄기를 번득였다.

그 다음 절에서 헬기는 발키류르에게(그는 그들을 ＂남쪽의 여신들”이라고 부른다) 해가 저물고(그동안 계속 화살들이 오가던) 밤이 되면 그들이 전사들을 데리고 갈 것이냐고 묻는다. 전투가 끝나고 발키리아 시그룬(Sigrún→승리의 룬)이 말에 탄 채로 헬기에게 말하길, 자기 아버지 호그니가 자신과 흐니플룽 일족의 그란마르 왕의 아들 호드브로드와 약혼시켰다고 말한다. 그러나 시그룬은 호드브로드가 자신과 결혼할 그릇이 못 된다고 생각한다. 헬기는 그녀의 약혼을 막아주겠다고 맹세하고, 어마어마한 수의 군대를 모아 프레카스테인(Frekastein)에서 흐니플룽 일족과 맞서 싸운다.
서사시의 뒷 부분(제37절 이후)에서 영웅 신표틀리가 구드문드와 말다툼을 벌인다. 신표틀리는 구드문드가 한때 “바린 섬의 계집”이었으며, “오딘의 발키류르 중 끔찍하고 비정상적인 마녀”였다고 조롱한다. 그리고 모든 에인헤랴르가 “너라는 고집불통의 여인네를 차지하기 위해서 싸워야 했다”고 말한다. 구드문드가 과거에 여자였다느니 발키리아였다느니 하는 말이 무슨 의미인지는 불확실하다. 그리고 더 뒷부분(제47절)에는 “발키리아의 공기 같은 바다”라는 표현이 ‘박무’를 의미하는 표현으로 사용된다.
서사시 막바지(제56절)에 발키류르가 다시 하늘에서 강림하여 프레카스테인의 전투에서 헬기를 보호한다. 전투가 끝나자 시그룬을 제외한 모든 발키류르가 날아가 버리고, 늑대가 시체들을 씹어먹는다.

투구를 쓴 발키류르가 하늘에서 내려와
─창날이 내는 소리 시끄럽게 커지는데─왕자를 보호했다.
그리고 앞서 말한 시그룬─부상자─이 다른 발키류르를 떠나보냈고,
여자 트롤의 탈것[늑대]이 도래까마귀의 사료[시체]로 만찬을 벌였다.

전투는 헬기의 승리로 끝나고, 시그룬은 헬기에게 그는 위대한 통치자가 될 것이라고 말하고, 호그니의 딸(시그룬 자신)은 이제 그의 것이라고 맹세한다(제58절).

#### 훈딩을 죽인 자 헬기의 두 번째 서사시

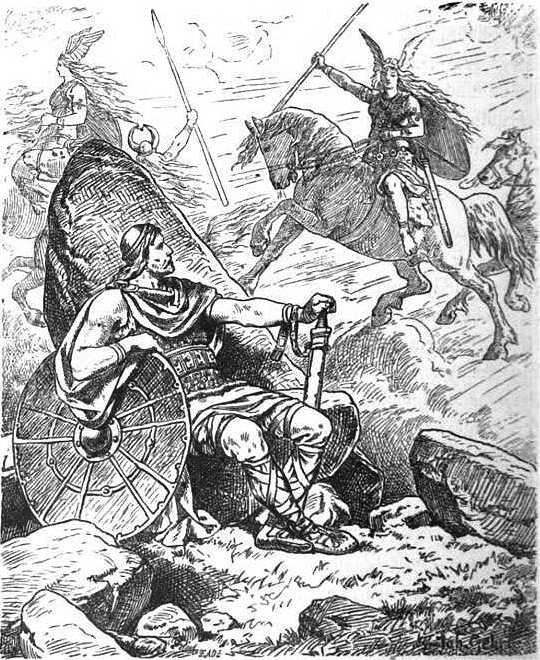
헬기와 시그룬. 요하네스 게르츠의 1901년 그림.

〈훈딩을 죽인 자 헬기의 두 번째 서사시〉 도입부의 산문 서문에서 서술자는 시그문드 왕(볼숭의 아들)과 보르그힐드 왕비가 헬기라는 이름의 아들을 낳았으며, 그 이름은 〈효르바르드의 아들 헬기의 서사시〉의 주인공 헬기 효르바르드손의 이름을 따서 붙인 것이라고 말한다. 헬기는 제4절에서 훈딩 왕을 죽이는데, 그 다음에 다시 산문이 끼어들어 헬기가 탈출하여 한 해변에 앉아 쇠고기를 날것으로 먹던 도중에 시그룬을 만났다고 말한다. 호그니 왕의 딸 시그룬은 “하늘과 바다를 달리는 발키리아”이며, 그녀는 헬기 효르바르드손과 맺어졌던 발키리아 스바바의 환생이다. 제7절에서 시그룬은 “군느와 그 자매들의 기러기를 먹인다”는 표현을 쓰는데, 군느와 그 자매들은 발키류르이고, 그들의 기러기는 전쟁터에서 전사의 시체를 뜯어먹는 도래까마귀이다.
제18절 다음에 오는 산문에서 서술자는 헬기의 어마어마한 함대가 프레카스테인으로 향했으나 도중에 폭풍을 만났다고 말한다. 벼락이 함대의 배 중 한 척을 내리치자 아홉 명의 발키류르가 하늘에서 나타나고, 헬기의 함대는 그 중에서 시그룬을 알아본다. 이윽고 폭풍이 약해지자 함대는 무사히 뭍에 상륙한다. 헬기는 싸움 도중에 죽고, 무덤에 묻힌 뒤 발홀에서 시그룬을 다시 만나게 될 것이다. 서사시가 끝나고 산문 맺음말은 다음과 같은 내용을 부연 설명한다. 노르드 전통 종교에는 사람이 환생할 수 있다는 믿음이 있었으며, 헬기와 시그룬은 각각 헬기 하딩갸스카디와 할프단 왕의 딸 발키리아 카라로 환생했다. 헬기와 카라의 이야기는 〈카룰 음률시〉에 나와있다고 하는데, 이 서사시는 현재 실전되어 전하지 않는다.

#### 시그드리파가 말하기를

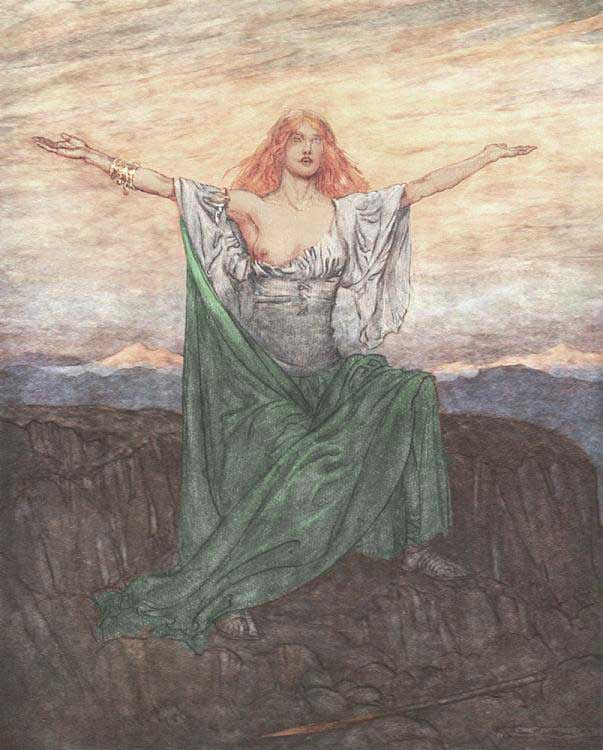
발키리아 시그드리파가 기도를 올리는 〈시그드리파가 말하기를〉 마지막 장면. 아서 래컴의 1911년 그림.

〈시그드리파가 말하기를〉 서문에서, 영웅 시구르드가 “프랑크족의 땅”을 향해 남쪽으로 가다가 힌다르퍌 산을 지나게 된다. 산 위에 “마치 타오르는 불처럼, 하늘을 향해 솟구치는” 불빛이 보이자 시구르드는 그 빛으로 다가간다. 가까이 가 보니 빛은 깃발이 걸린 스캴드보르그에서 나오고 있었다. 시구르드는 스캴드보르그 안으로 들어가서 중무장한 전사가 잠들어 있는 것을 발견한다. 시구르드가 투구를 벗겨 보니 잠들어 있는 전사는 여자였다. 여전사의 갑옷은 너무 꽉 조여서 거의 그녀의 몸 속을 파고든 것처럼 보일 정도였다. 시구르드는 검 그람을 꺼내 갑옷을 목부터 배까지 아래로 그어 갈라냈다. 그 다음에는 갑옷의 소매를 잘라내고 잠든 여전사에게서 갑옷을 벗겨냈다.
그러자 여전사는 잠에서 깨서 시구르드를 올려다본다. 둘은 2개 절에 걸쳐 대화를 나눈다. 여전사는 오딘이 자신에게 해제할 수 없는 잠의 마법을 걸었고, 그 때문에 오랫동안 잠들어 있었다고 말한다. 시구르드가 그녀에게 이름을 묻자 그녀는 시구르드가 자신의 말을 더 잘 기억할 수 있도록 그에게 봉밀주가 든 뿔잔을 건넨다. 여전사는 2개 절에 걸쳐 노르드 종교의 기도문을 외운다. 산문 서술자가 끼어들어 이 여전사의 이름은 시그드리파이며 그녀는 발키리아라고 설명한다.
시그드리파가 시구르드에게 들려준 자신의 과거 이야기는 다음과 같다. 옛날에 두 나라의 왕이 서로 싸웠다. 오딘은 두 왕 중 한 사람인 햘름군나르(Hjalmgunnar)에게 승리를 약속했는데, 시그드리파는 명령에 불복하고 햘름군나르를 패배시키려고 했다. 오딘은 잠의 가시나무로 그녀를 찔렀고, “다시는 전쟁터에서 영광스럽게 싸울”수 없을 것이며, 남자와 결혼해야 한다는 형벌을 내린다. 시그드리파는 오딘에게 그렇다면 최소한 두려움을 모르는 용사와 결혼하게 해 달라고 간청했다. 시구르드는 시그드리파에게 그녀가 알고 있는 모든 지혜를 나누어 달라고 부탁한다. 시그드리파가 룬 문자, 미신적 지식, 예언 등의 내용이 담긴 잠언을 읊으면서 서사시가 계속된다.

### 신 에다

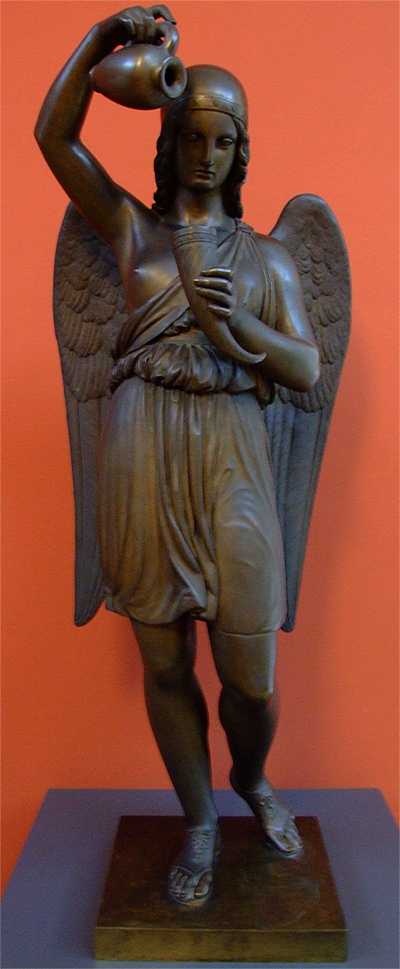
헤르만 빌헬름 비센의 발키리 조각. 1835년 작품.

#### 길피의 속임수
13세기에 스노리 스투를루손이 쓴 《신 에다》에서 발키류르가 처음 언급되는 것은 〈길피의 속임수〉 제36장이다. 여기서 높으신 분은 강글레리(변장한 길피 왕)에게 발키류르의 임무를 설명하고 여신 몇 명을 언급한다. 높으신 분은 “발홀에서 시중드는 것을 업으로 삼는 이들[발키류르]도 있다. 그들은 술을 내오고 상을 차리고 맥주잔을 채운다”고 말한다. 그리고 나서 높으신 분은 〈그림니르가 말하기를〉에 나온 발키리아 목록을 인용해 열거한다. 그리고 높으신 분은 “이 여인들은 발키류르라 하고, 오딘은 그들을 모든 전쟁터마다 내보낸다. 전쟁터에서 그들은 죽을 자와 승리할 자를 골라낸다”고 말한다. 또 높으신 분은 군느, 로타, 스쿨드가 “언제나 말을 달리며 죽을 자를 골라내고, 전투의 결과를 결정한다”고 덧붙인다. 이 세 발키류르 중 스쿨드는 “가장 어린 노른”이기도 하다. 제49장에서 높으신 분은 오딘과 그 아내 프리그가 발드르의 장례식에 참석할 때 발키류르 및 도래까마귀들을 대동하고 왔다고 말한다.

#### 시어법
〈시어법〉에서는 발키리아에 관한 언급이 내용 전체에 고루 분포하고 있다. 제2장에서 10세기 시인 울프 우가손의 작품 〈집의 송가〉가 인용되어 있다. 이 시에서 울프는 새로 지어진 궁전에 묘사된 신화적 요소들을 설명하고 있는데, 그 중에는 발드르의 장례식에 참석한 발키류르, 오딘의 도래까마귀들도 있다.

현명한 승리의 나무[오딘]을 따르는
발키류르와 도래까마귀들을 나는 보았네,
성스러운 공물[발드르의 장례식 음식]을 마시는
그 모습이 이 무늬 속에 나타나 있더라.

또 제2장에서 저자 미상의 10세기 작품 〈에이리크가 말하기를〉이 인용된다. 이 시에 관한 상세한 내용 및 다른 번역은 §신선한 양피지 단락을 참조.

영어 중역(Faulkes 역):
그건 무슨 종류의 꿈인가, 오딘?
나는 꿈 속에 새벽 동 트기 전에 일어나
죽은 이들을 위해 발홀을 청소하고
에인헤랴르를 깨우고,
그들에게 긴의자에 짚을 깔라 명령한 뒤,
맥주잔을 비우며
발키류르가 술을 대접하는 가운데
왕자의 도착을 기다리노라.

제31장에서는 여성을 가리키는 시적 표현들이 제시된다. 예컨대 “여자는 아쉬뉴르, 발키류르, 노르니르, 디시르를 가리키는 모든 말들로 지칭될 수 있다.” 제41장에서 영웅 시구르드가 애마 그라니를 타고 가다가 산 위에 지어진 건물 한 채를 마주친다. 그 건물 안에 들어가니 투구와 쇄자갑을 입은 여인이 잠들어 있었다. 시구르드가 그녀의 갑옷을 잘라내자 여자가 일어났다. 그녀는 그에게 자기 이름이 힐드(Hildr)이며, “브륀힐드라고도 하고, 발키리아이다”라고 말한다.
제48장에서 “전투”를 가리키는 시적 표현들이 제시되는데, 그 중 “오딘 또는 발키리아 또는 전쟁왕들의 날씨, 무기, 방패 또는 그것들이 부딛으며 내는 소리와 소음”이 “전투”를 가리키는 표현이 될 수 있음이 밝혀진다. 예를 들면 토르뵤른 호른클로피는 “스코굴의 소음”을 “전쟁터”라는 뜻으로, 베르시 스칼드토르푸손은 “군느의 불”과 “흘록크의 눈[雪]”을 각각 “도검”과 “전투”라는 뜻으로, 에이나르 스쿨라손은 “힐드의 돛”과 “곤둘의 폭풍”을 각각 “방패”와 “전투”라는 뜻으로, 에이나르 헬가손은 “곤둘의 소음”을 “전투”라는 뜻으로 사용했다. 제49장에서는 상술한 것과 비슷한, 무기와 방어구를 가리키는 시적 표현 목록이 주어진다(다만 이때는 ‘발키리아’ 대신 ‘발메위야르[valmeyjar→죽음의 처녀’라는 말이 사용된다). 제57장에서 아쉬뉴르 27여신의 이름 목록이 나열되는데, 그 다음으로 “오딘의 시녀들” 곧 발키류르 이름 목록이 나온다. 여기에 이름이 실린 발키리아는 다음과 같다. 힐드(Hildr), 곤둘(Gǫndul), 흘록크(Hlǫkk), 미스트(Mist), 스코굴(Skǫgul). 그리고 그 다음에 이름 네 개가 더 제시되는데, 다음과 같다. 흐룬드(Hrund, 에이르(Eir), 흐리스트(Hrist), 스쿨드(Skuld). 그리고 “그들은 불가피한 운명을 빚어내는 노르니르라고도 불린다.”
〈시어법〉 중 〈이름의 암송〉에는 발키리아 29명의 이름이 수록되어 있는데, 다음과 같다.
제1절: 흐리스트(Hrist), 미스트(Mist), 헤르야(Herja), 흘록크(Hlǫkk), 게이라보르(Geiravǫr), 골(Gǫll), 효르스리물(Hjǫrþrimul), 구드(Guðr), 헤르표트라(Herfjǫtra), 스쿨드(Skuld), 게이로눌(Geirǫnul), 스코굴(Skǫgul), 란드그니드(Randgníð).
제2절: 라드그리드(Ráðgríðr), 곤둘(Gǫndul), 스비풀(Svipul), 게이르스코굴(Geirskǫgul), 힐드(Hildr), 스켁골드(Skeggǫld), 흐룬드(Hrund), 게이르드리풀(Geirdriful), 란드그리드(Randgríðr), 스루드(Þrúðr), 레기늘레이프(Reginleif), 스베이드(Sveið), 토근(Þǫgn), 햘름스리물(Hjalmþrimul), 스리마(Þrima), 스칼몰드(Skalmǫld).

### 스칼드

#### 도래까마귀가 말하기를

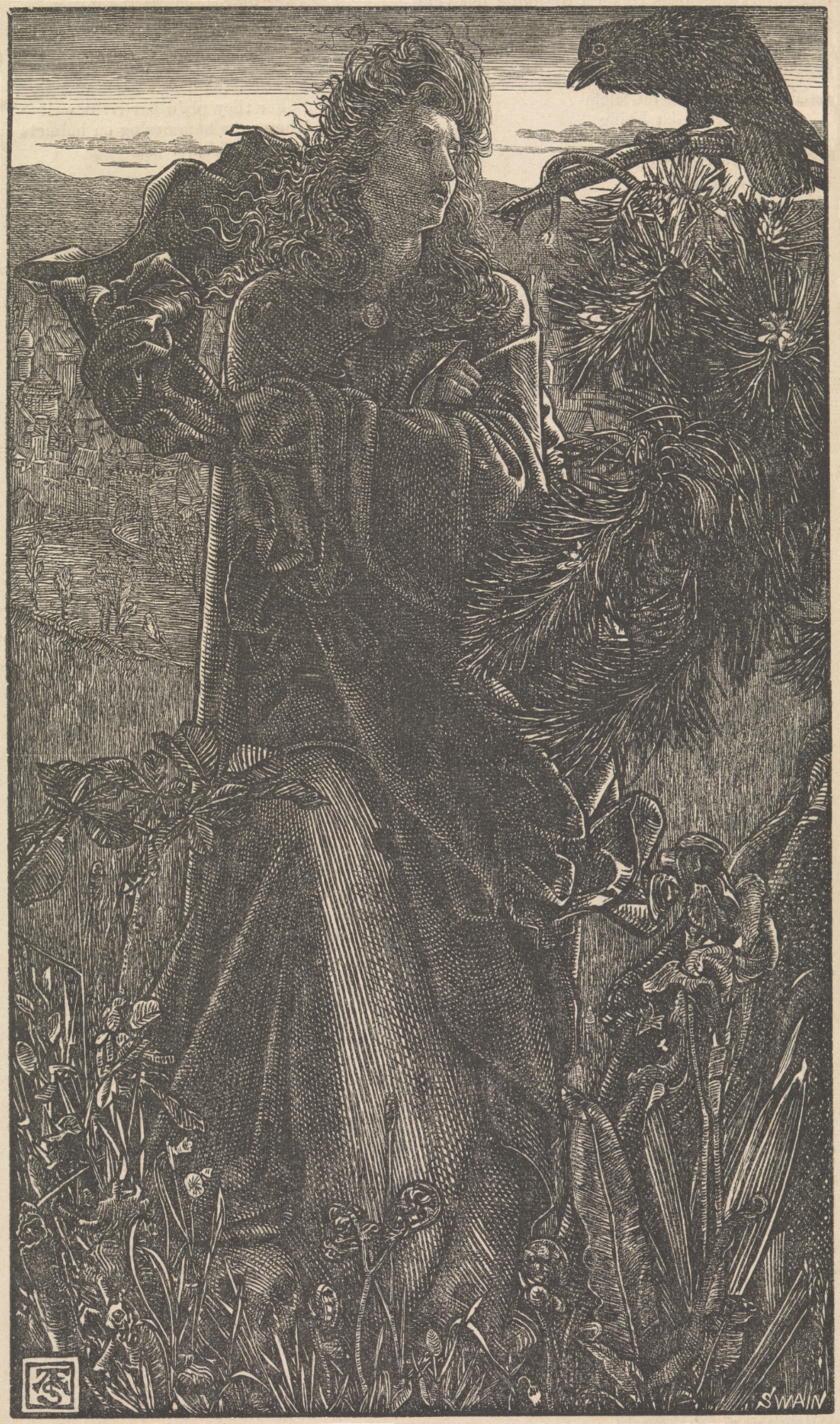
도래까마귀와 대화하는 발키리아. 1862년 앤서니 프레더릭 아우구스투스 샌디스 그림.

일부만 남아 전하는 스칼드 시 〈도래까마귀가 말하기를〉(9세기 노르웨이의 소뵤른 호른클로피가 지은 것으로 대개 생각됨)은 한 발키리아와 도래까마귀 한 마리의 대화로 이루어져 있다. 둘이는 주로 노르웨이의 하랄 1세, 소위 미발왕 하랄(Harald Fairhair)의 삶과 업적에 관한 이야기를 나눈다. 시가 시작하면, 스칼드 시인이 미발왕의 업적을 읊을 수 있도록 조용히 하라고 귀족들에게 요청한다. 시의 화자는 그들이 “고결한” “금발의” “흰 팔을 가진” 처녀가 “광택이 번득이는 부리를 가진 도래까마귀”와 대화하는 것을 엿들은 적이 있다고 말한다. 시의 제2절에 따르면, 발키리아는 지혜로운 여자이며, 새들의 말을 알아들을 수 있고, 흰 목과 반짝이는 눈을 가졌다. 그리고 그녀는 남자 따위엔 관심이 없다.

| 노르드어: Vitr þóttisk valkyrja; verar né óru þekkir svá hinni fránleitu, es fugls rödd kunni. Kvaddi hin glæhvarma ok hin kverkhvíta Hymis hausrofa, es sat á horni vinbjarga. | 영어 중역: 밝은 눈을 가진, 새들의 말을 잘 아는 그녀, 현명한 생각의 발키리아는 절대로 남자를 반기지 않는다네. [까마귀가] 휘미르의 두개골[하늘]을 절벽의 돌부리 삼아 앉아 있다가 백합 같은 목줄기의, 속눈썹이 밝은 아가씨를 맞이하더라, |

그리고 바로 다음인 제3절에서 그 아름답고 고귀한 발키리아가 피를 흠뻑 뒤집어쓰고 시체 냄새를 풍기는 까마귀에게 말을 건다.

| 노르드어: “Hvat es yðr, hrafnar, hvaðan eruð komnir með dreyrgu nefi at degi öndurðum? Hold loðir yðr í klóum, hræs þefr gengr ór munni, nær hykk í nótt bjogguð því's vissuð nái liggja.” | 영어 중역: “어찌 지냈느냐, 너 까마귀야─지금은 네 어디서 오는 길이니. 아침 벽두부터 부리는 피투성이가 되어서, 시체의 악취를 몰고 왔구나, 네 발톱도 피에 젖었으니, 간밤에 너희는 어디에 시체가 있는 줄 어찌 알았니?” |

검은 도래까마귀는 몸을 부르르 떨고는, 자기와 자기의 동료 까마귀들은 알에서 깬 이후로 쭉 하랄의 뒤를 따라다녔다고 말한다. 까마귀는 발키리아가 하랄의 명성을 알지 못하는 것 같자 놀라고, 여러 절에 걸쳐 그녀에게 하랄의 업적을 들려준다. 제15절부터는 발키리아가 한 절에 걸쳐 까마귀에게 하랄에 관한 질문을 하고, 까마귀가 다음 절을 받아 그에 대해 대답을 하는 식의 내용이 이어진다. 이런 식으로 주거니 받거니 하다가 제23절에서 내용이 갑작스럽게 뚝 끊긴다. 그 이후의 내용은 소실된 것으로 생각된다.

### 사가

#### 냘의 사가

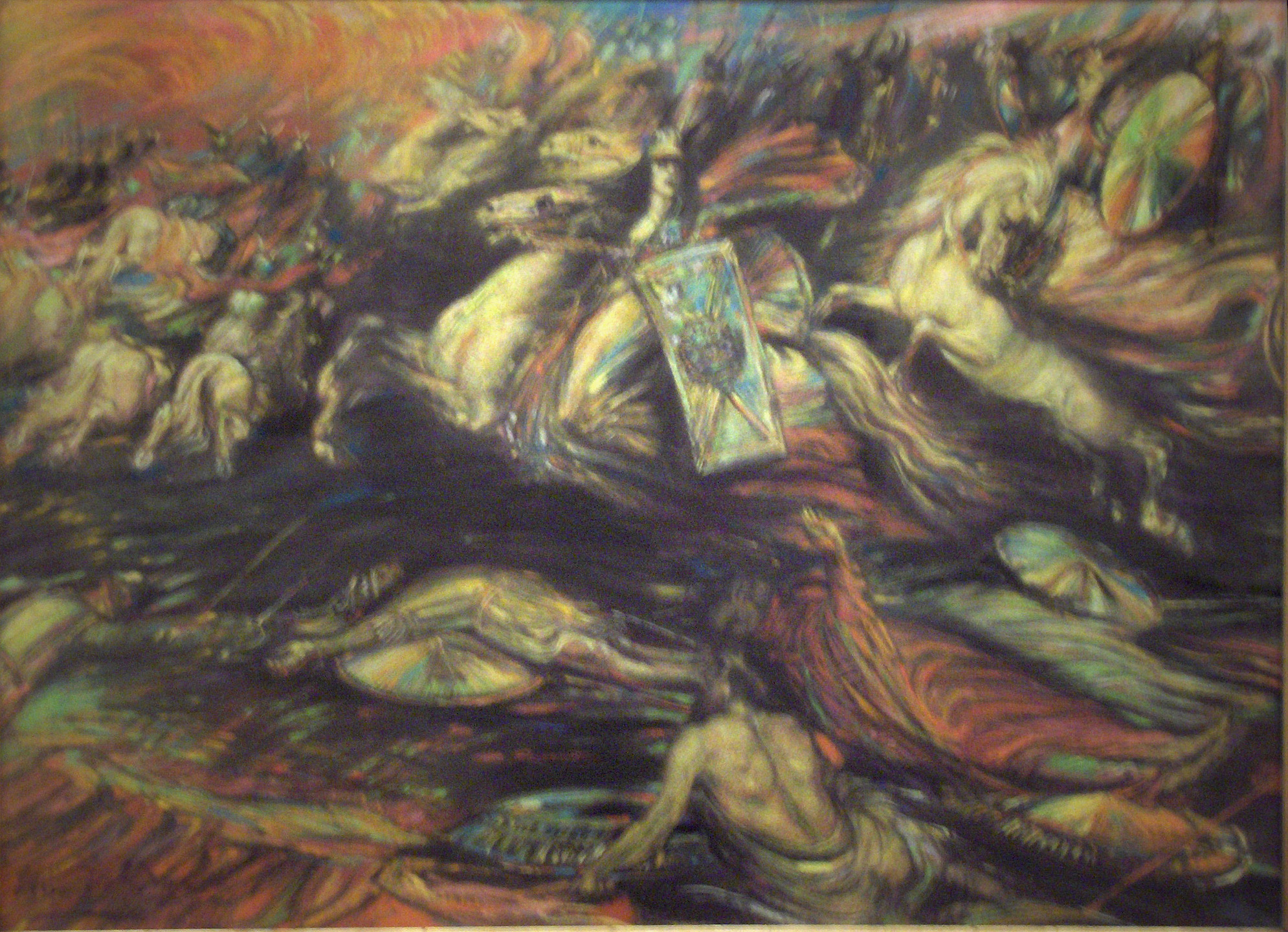
〈발키리의 기승〉, 1890년경 앙리 드 그루 그림.

《냘의 사가》 제157장에서 스코틀랜드 북부 케이스네스의 도루드(Dǫrruð)라는 남자가 열두 명의 사람들이 말을 달려 한 돌집 안으로 들어가는 것을 목격한다. 그들은 돌집 안으로 들어간 뒤 더 이상 보이지 않았다. 도루드가 돌집으로 다가가 돌벽에 난 틈으로 집 안을 엿보았다. 안에 있는 사람들은 여자들이었는데, 좀 특별한 베틀을 설치하고 있었다. 베틀의 추는 남자들의 머리통이고, 씨실과 날실은 남자들의 창자였으며, 북으로는 칼을 사용하고, 얼레로는 화살을 사용했다. 그러면서 여자들은 〈창의 음률시〉라는 노래를 불렀다.
노래는 11개 절로 이루어져 있는데, 이 여자들, 즉 발키류르는 노래를 부르고 베를 짜면서 클론타르프 전투(기원후 1014년 더블린 근교에서 발생했던 전투)에서 죽을 자를 골라낸다. 베를 짜는 발키리아 열두 명 중 여섯 명의 이름이 그들이 부르는 노래에 언급되는데, 힐드, 효르스리물, 산응그리드, 스비풀, 구드, 곤둘이다. 노래의 제9절의 내용은 다음과 같다.

그 자리에 없으면 정말 아쉬울 거야,
머리 위에 걸려 있는 핏빛 시렁은
전사들의 피로 잠긴 하늘이니,
우리 발키류르는 전쟁노래를 부른다네.

노래의 마지막 부분에서 발키류르는 “안장도 없이 말에 타 빨리 시작하세—전쟁터로 향해 검을 휘두르자!”라고 노래한다. 노래가 끝나고 서술자는 발키류르가 자기들의 베틀을 조각조각으로 찢어버리고 각자 손에 집히는 것을 잡았다고 말한다. 도루드는 돌틈에서 눈을 떼고 자기 집으로 향하고, 여자들은 말에 탄 뒤 여섯 명은 북쪽으로, 여섯 명은 남쪽으로 흩어진다.

#### 헤임스크링글라

발키리의 기도. 에드워드 로버트 휴즈의 1906년 그림.

《헤임스크링글라》 수록작인 〈선량왕 하콘 사가〉 막바지 부분에 10세기 시인 에위빈드 스칼다스필리르가 쓴 〈하콘이 말하기를〉이 실려 있다. 〈선량왕 하콘 사가〉는 노르웨이의 하콘 1세가 전쟁 중에 죽는 이야기를 다루고 있는데, 하콘 왕은 기독교인이었지만, “이교도들의 한가운데서 죽게 되었으니, 그대들 보기에 가장 적합한 매장지를 내게 다오”라고 요구한다. 그 직후 하콘은 자기가 태어났던 돌바닥 위에 쓰러져 죽는다. 그의 동료들과 적들이 모두 그 죽음을 애도했고, 동료들은 시체를 북쪽호르달란의 세헤임(Sæheim)으로 가져간다. 하콘의 시체는 완전무장을 하고 가장 좋은 옷을 입힌 채 커다란 봉분 속에 매장되었으며, 무장과 옷을 제외한 여타 사치품이나 귀중품은 같이 매장되지 않았다. 그리고 이교도의 풍습에 따라 그가 발홀에 갈 것이라는 말이 무덤 위로 오갔다. 그리고 그 직후 〈하콘이 말하기를〉이 인용된다.
〈하콘이 말하기를〉에서, 오딘은 두 발키리아 곤둘과 스코굴을 보내 “왕들의 일족 중에서” 에인헤랴르를 골라올 것을 명령하고, 전쟁에서 죽은 사람은 오딘과 함께 발홀에서 살게 될 것이라고 말한다. 전쟁터에서는 죽고 죽이는 살육이 벌어지고, 그 광경이 “스코굴의 폭풍(= 전투)”이라는 케닝그로 지칭된다. 하콘과 그의 부하들은 싸우다 죽고, 발키리아 곤둘이 창대에 기대어 서 있는 것을 발견한다. 하콘은 “발키류르가 하는 말을 듣는다.” 발키류르는 투구를 쓰고 방패를 들고 “말등에 기세 좋게” 앉아 있었고, 그들의 말들은 요령껏 그들을 태우고 있었다. 하콘과 스코굴 사이에 짧은 대화가 오간다.

하콘:
“어째서 게이스코굴은 우리에게 승리를 주기를 아까워한 것인가?
우리가 신들에게 받아들여질 그릇이 되는데도 말이다.”

스코굴:
“그 문제로 말할자면 우리 덕분에 그대들은 승리했고
그대의 적들은 도망쳤다.”

스코굴은 이제 그들을 “초월자의 녹색 집”으로 데려갈 것이며, 오딘에게 왕이 발홀로 간다고 말할 것이라 한다. 시는 계속되고, 하콘은 발홀의 에인헤랴르 중 한 명이 되어 괴물 늑대 펜리르와의 싸움을 준비하는 신세가 된다.

#### 신선한 양피지

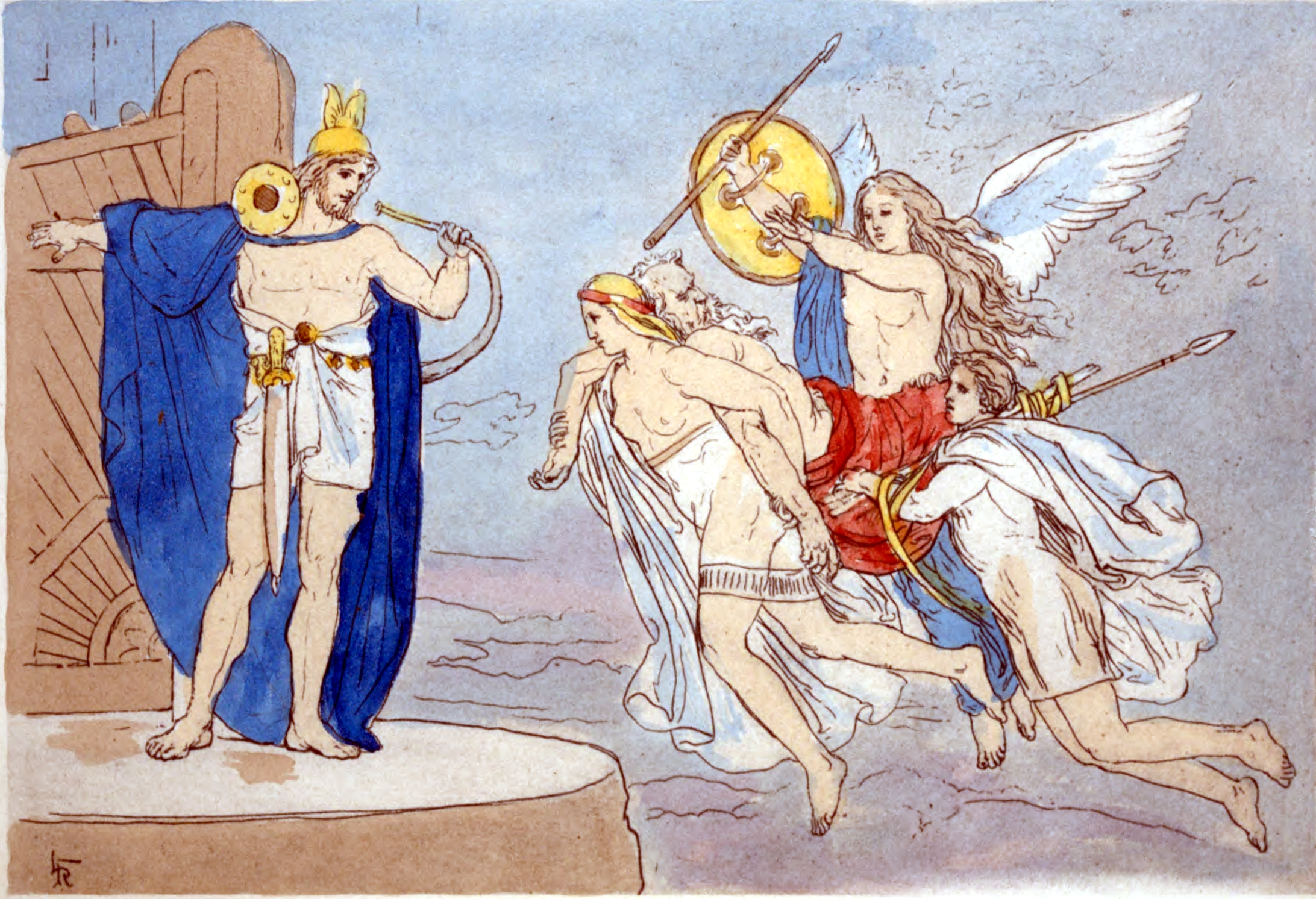
망자를 발홀로 데리러 가는 길에 헤임달을 만난 발키리아. 로렌츠 프뢸리히의 1906년 그림.

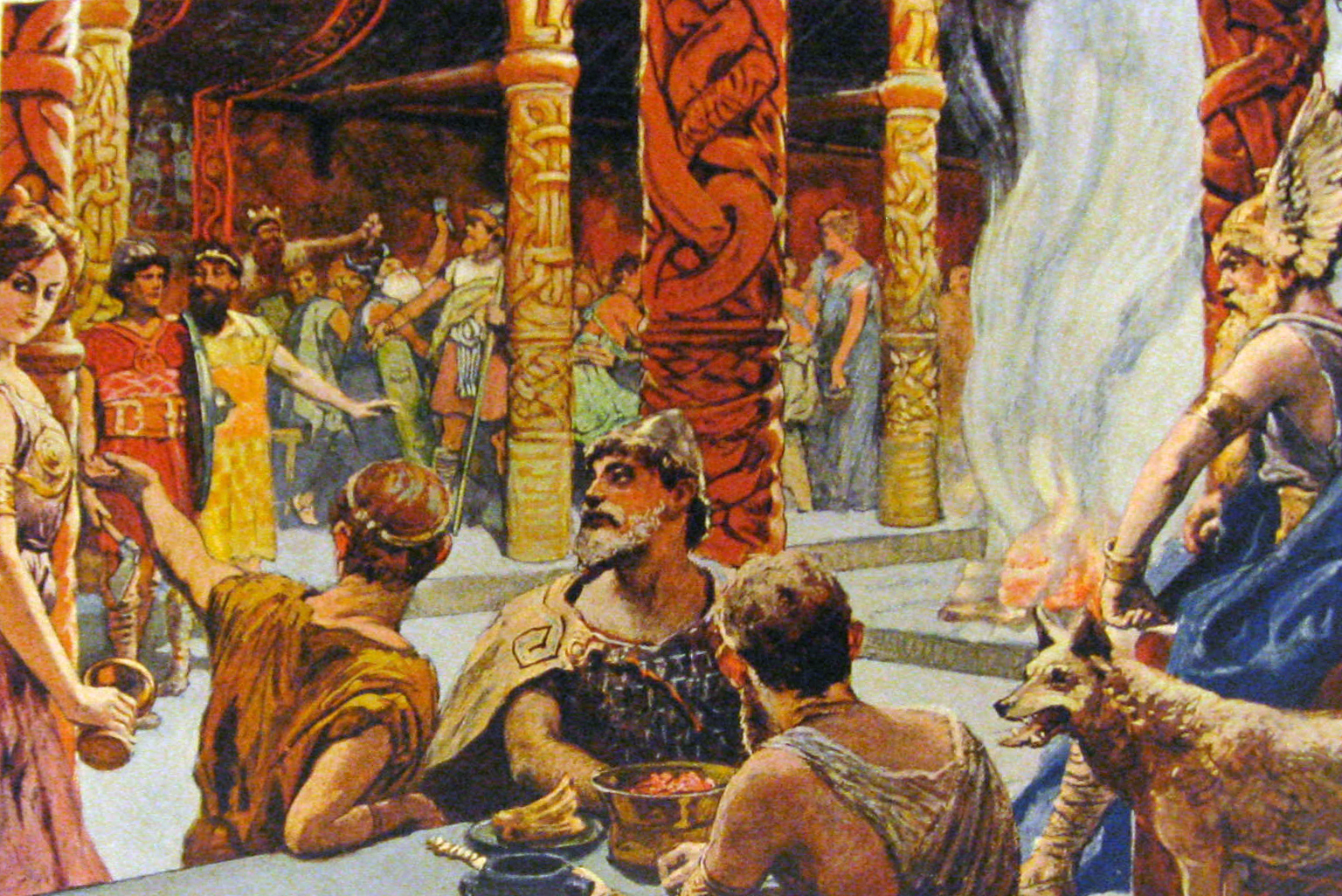
에밀 되플러가 1905년 그린 발홀.

《신선한 양피지》 제8장에서, 에이리크 블로됙스가 죽자 그 아내 군느힐드 코눙가모디르가 남편에 대한 시를 쓰도록 명령한다. 그래서 이름이 알려지지 않은 시인이 쓴 작품이 〈에이리크가 말하기를〉이다. 이 시는 에이리크 블로됙스와 다른 다섯 명의 왕들이 죽고 발홀에 도착하는 광경을 묘사한다. 시는 오딘의 말로 시작된다.

영어 중역(Finlay 역)
‘이것은 또 무슨 꿈인가’ 오딘이 가라사대,
내 새벽이 밝아오기 바로 전에,
죽은 사내들의 도착을 기다리며
발홀을 치웠다고 생각했거늘?
나는 에인헤랴르를 깨우고,
발키류르에게 일어나
긴의자마다 짚을 깔고
술잔을 문질러 윤을 내라 일렀다.
왕들이 오고 있으니
술을 내어오라,
여기 나는 온 세계의
영웅들의 도착을 기다리고 있건대,
그 중에서도 특히 위대한 이들에
내 마음도 기쁨이라.

브라기가 지금 들리는 천둥 같은 소리가 어디서 나는 것인지 묻고, 발홀의 긴의자들이 삐걱대어(마치 발드르가 발홀로 살아 돌아온 것마냥) 마치 1천 명의 움직임 같은 소리를 낸다고 말한다. 오딘은 브라기에게 저 소리는 곧 발홀에 도착할 에이리크 블로됙스가 내는 소리인 줄 이미 잘 알지 않느냐고 대꾸한다. 오딘은 에인헤랴르가 된 영웅 시그문드와 신표틀리 부자에게 밖에 오는 이가 에이리크가 맞거들랑 그들을 맞이하고 궁전 안으로 들이라고 말한다.

### 라근힐드 드레가고스의 주문
1324년 노르웨이의 베르겐에서 마녀사냥이 있었는데, 이때 처형된 사람 중에 라근힐드 드레가고스(Ragnhild Tregagås)라는 여자가 있었다. 그 여자는 전 애인인 바르드(Bárd)라는 남자의 결혼생활을 끝장내려고 요술을 사용했다는 혐의로 잡혀왔는데, 그때 그녀가 사용했다는 요술 주문에 발키리아 곤둘의 이름이 언급된다.

내게서 곤둘[발키리아]의 영(靈)들을 개방하나니,
첫 번째 영은 네 등을 물어뜯고,
두 번째 영은 네 젖통을 물어뜯고,
세 번째 영은 네게 증오와 질투를 심을 것이다.

## 앵글로색슨 문헌의 출전

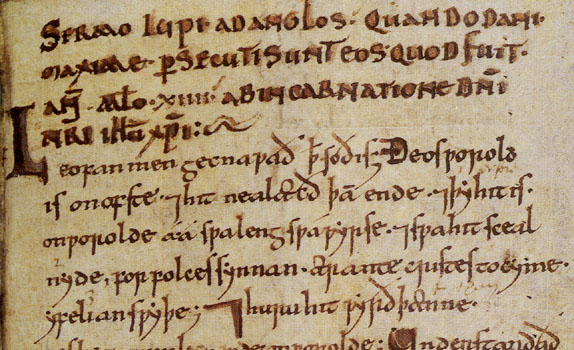
《늑대 대주교가 영국인들에게 한 설교》의 한 페이지.

고대 영어 필사본 여럿에서 ‘웰키르게(wælcyrge)’, ‘웰키리에(wælcyrie)’가 발견되는데, 특히 외국의 개념을 고대 영어로 번역했을 때 주로 사용되었다. 울프스탄 2세가 쓴 《늑대 대주교가 영국인들에게 한 설교》의 ‘웰키리에’는 인간 ‘여자 주술사(sorceress)’를 가리키는 말로 사용된 것으로 보인다.

## 고고학적 유물

### 술잔과 뿔잔을 든 여자

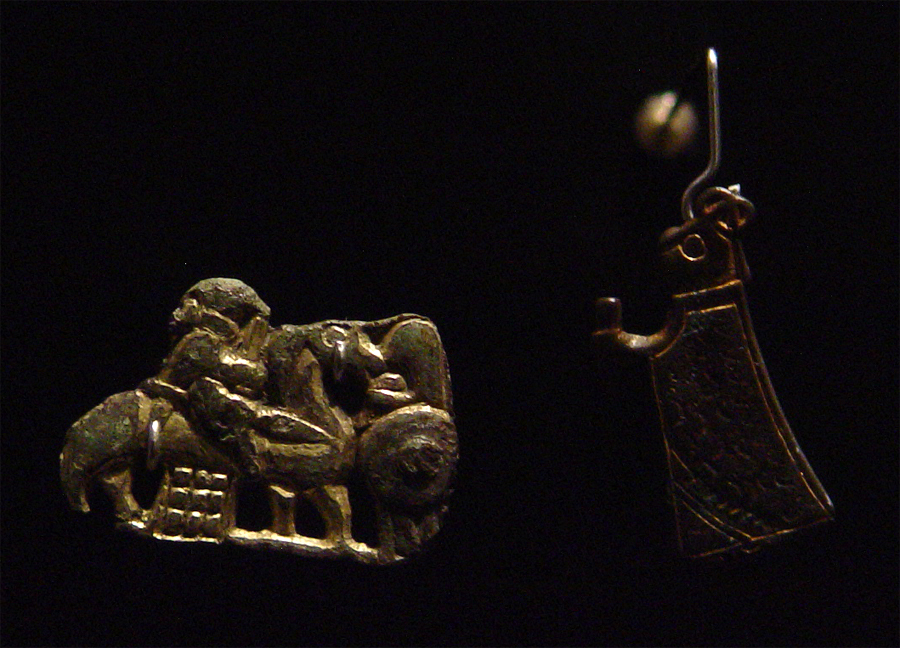
방패를 들고 말을 탄 사람(왼쪽)이 은으로 만든 여자(오른쪽)을 마주하고 있다. 여자 모양 유물은 이것과 비슷한 것들이 숱하게 많다.

바이킹 시대에는 긴 가운을 걸치고 머리를 뒤로 묶은, 때로는 뿔잔을 들고 있는 여자를 묘사한 은제 유물들이 많이 만들어졌고 이는 오늘날 스칸디나비아 전역에서 발견되고 있다. 이 여자들은 발키류르 또는 디시르를 묘사한 것으로 생각된다. 민디 매클라우드(Mindy MacLeod)와 버나드 미스(Bernard Mees)에 따르면, 바이킹 무덤에서 발굴되는 이 은제 부적들은 아마 “보호의 힘”이 있다고 여겨졌기에 무덤 안에 부장품으로 같이 묻혔을 것이다.
스웨덴 예탈란드 섬에서 발견된 솅비더 암각화에 보면 다리가 여덟 개인 말을 탄 남자가 뿔잔을 든 여자 한 명에게 환영받는 모습이 그려져 있는데, 이 말은 오딘의 말 슬레이프니르이고 환영하는 여자는 발홀의 발키리아 중 하나로 생각된다. 11세기의 룬돌 U 1163에도 뿔잔을 든 여자가 새겨져 있는데, 이 여자는 암각화에 함께 새겨진 영웅 시구르드에게 뿔잔을 건네는 발키리아 시그드리파로 해석된다.
2013년에는 덴마크 호르비에서 아마추어 고고학자들이 기원후 800년경의 유물을 발견했다. 여기 묘사된 여성은 긴 머리를 말총머리로 묶고 검 한 자루와 방패 한 개를 들고 있다. 고고학자 모겐스 보 헨릭센(Mogens Bo Henriksen)은 이 유물을 가리켜 여러 사가와 기원후 700년경의 스웨덴 암각화들에서 발견되는 오딘의 발키류르 중 하나를 묘사한 것임에 어떠한 의문도 가지기 힘들다고 말했다.

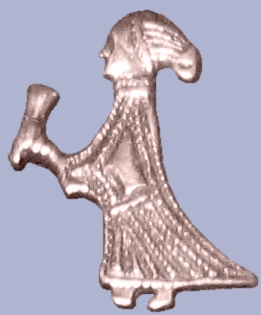
스웨덴 우플란드 뵤르코 비르카에서 발견된 은제 유물.
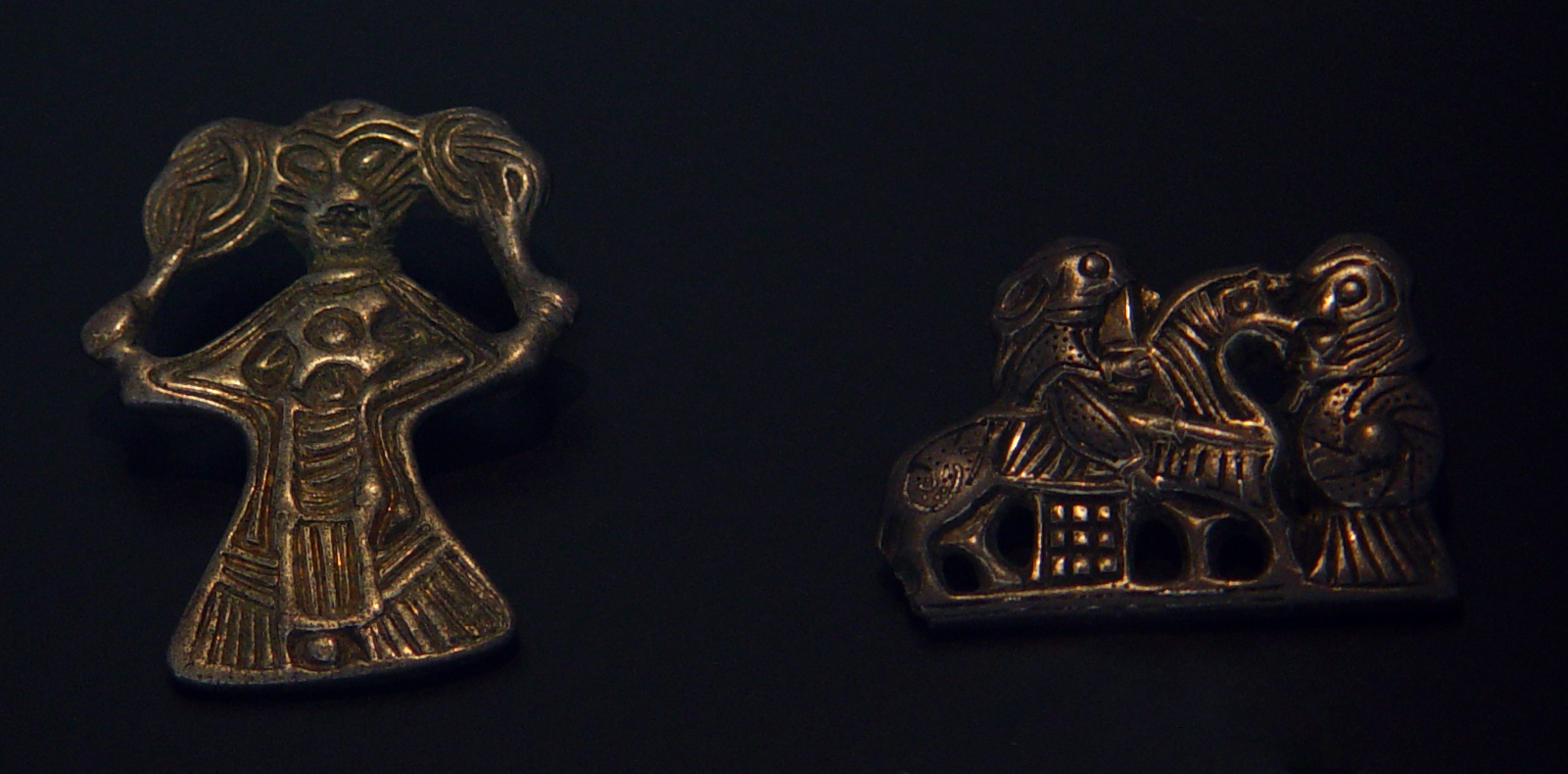
두 유물 모두 은으로 되어 있으며, 왼쪽 유물은 앞을 바라보면서 자기 머리카락을 만지는 여성을 묘사했고 오른쪽 유물은 말을 탄 사람이 다른 유물을 바라보고 있다.
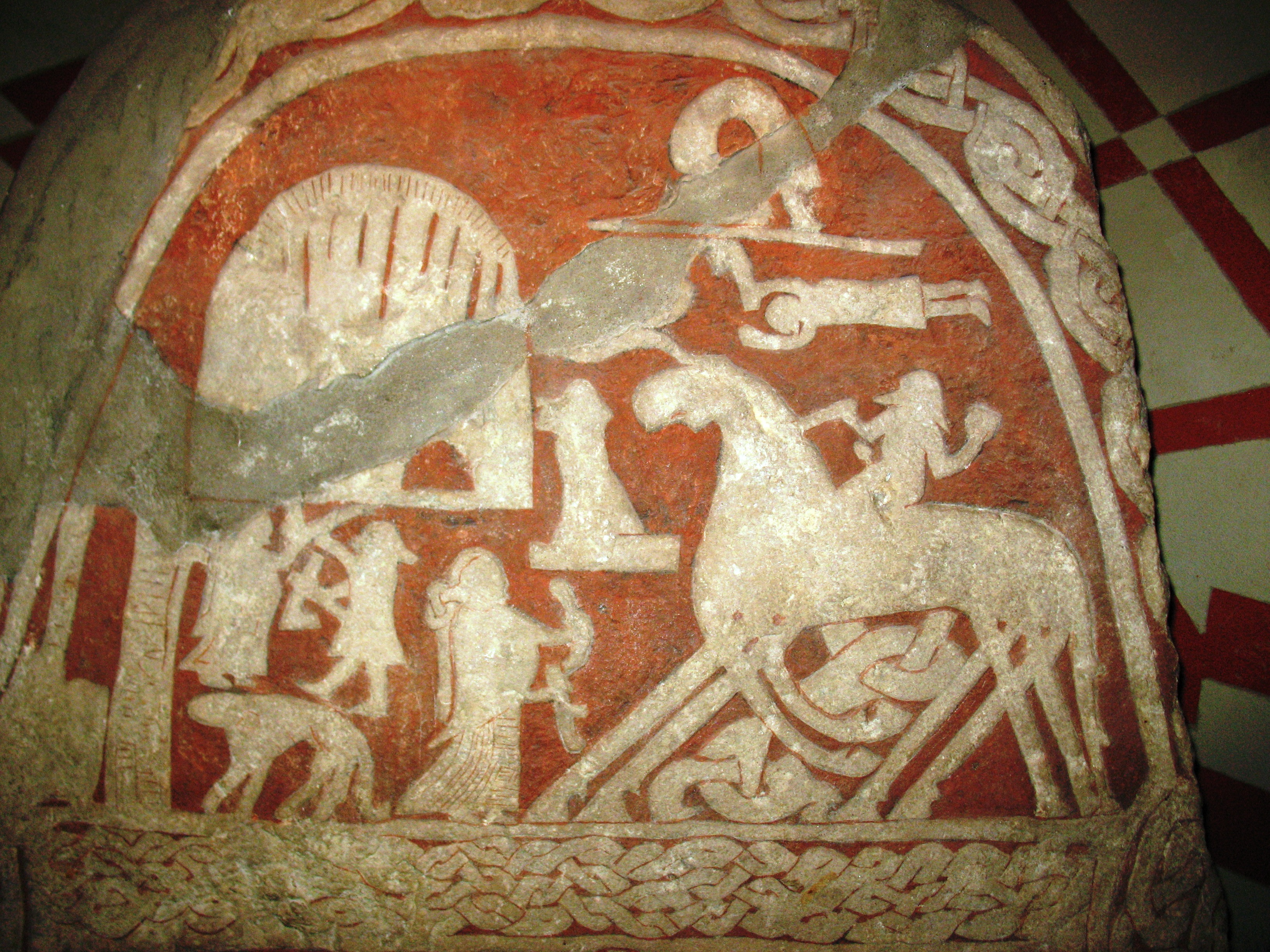
스웨덴 솅비더 암각화의 일부. 오른쪽에 다리 여덟 개 달린 말을 탄 사람이 있고 바로 그 왼쪽에 뿔잔을 든 여자가 그려져 있다.
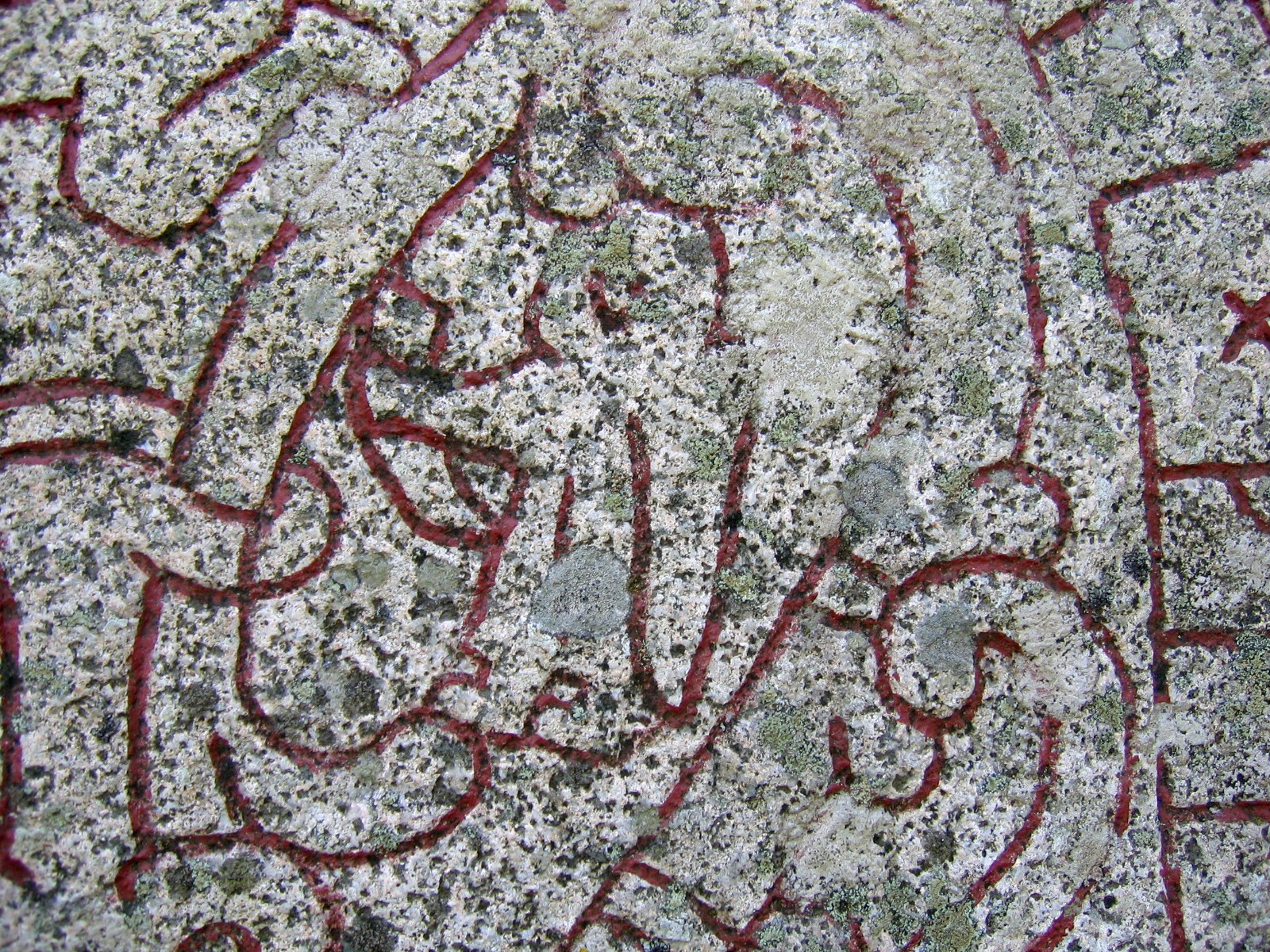
시구르드 룬돌 U 1163에 그려진 여성. 시그드리파를 묘사한 것으로 추측된다.

### 룬 명문

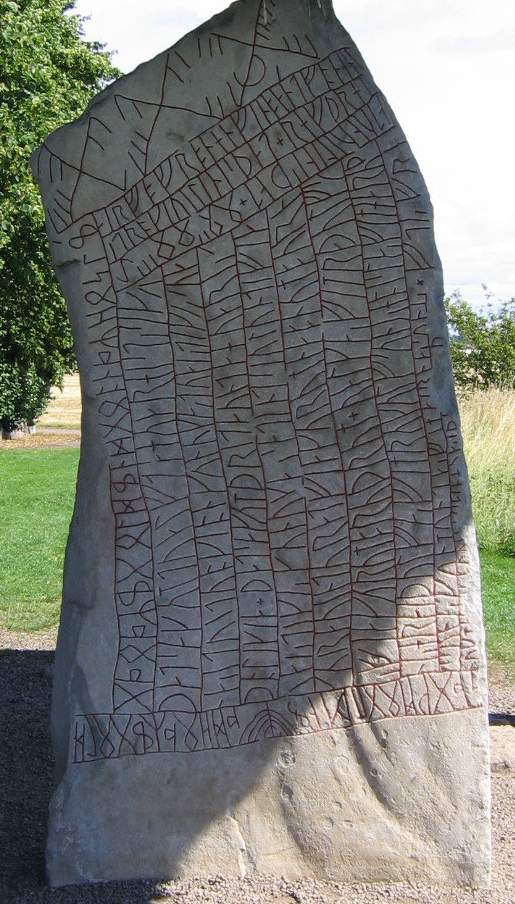
로크 룬돌.

스웨덴 외스테르예틀란드에서 발견된 9세기의 로크 룬돌과 스웨덴 욀란드섬에서 발견된 10세기의 카를레비 룬돌을 보면 발키리아 스루드가 언급된다. 로크 룬돌에서는 늑대를 “발키리아의 말[馬]”이라고 칭하는 케닝그도 발견된다.

우리는 열두 번째 말한다, 군느의 말이 전쟁터에서 먹이를 찾아다니는 그곳에서, 스무 명의 왕들이 누워 있는 그곳에서.

## 발키리아의 이름
시그룬 :
9명의 발키리를 이끄는 것으로 알려진 발키리. 이미 약혼자가 있던 영웅 헬기와 사랑에 빠지게 된다.
브륄힐트 :
[니벨룽의 반지]에서 사용된 발키리의 이름. 이 후 많은 문헌에 사용되었다.
에이르 :
치유의 여신과 혼동되기도 하는 치유능력이 있는 발키리

## 같이 보기
- 압사라
- 애스턴 마틴 발키리
- 발라븐